# Eremorhax puebloensis
Eremorhax puebloensis är en spindeldjursart som beskrevs av Brookhart 1965. Eremorhax puebloensis ingår i släktet Eremorhax och familjen Eremobatidae. Inga underarter finns listade i Catalogue of Life.